# Teoría analítica de números
En el ámbito de las matemáticas, la teoría analítica de números es una rama de la teoría de números que utiliza métodos del análisis matemático para resolver problemas sobre los números enteros. A menudo se dice que comenzó con la introducción de Dirichlet de las funciones L de Dirichlet para presentar la primera demostración del Teorema de Dirichlet sobre las progresiones aritméticas. Otro hito importante en este tema es el teorema de los números primos.

## Ramos de la teoría analítica de números
La teoría analítica de números se puede dividir en dos partes principales, que se asocian más al tipo de problemas que intentan resolver que a diferencias fundamentales en sus técnicas:
- La teoría multiplicativa de números trata sobre la distribución de los números primos, como por ejemplo estimar la cantidad de números primos que se presentan en un intervalo, e incluye el teorema de los números primos y el teorema de Dirichlet sobre los primos en las progresiones aritméticas.[4]
- La teoría aditiva de números trata sobre la estructura aditiva de los enteros, tales como la conjetura de Goldbach que establece que todo número par mayor que dos es la suma de dos primos. Unos de los resultados importantes de la teoría aditiva de números es la solución del problema de Waring.[5]

Los desarrollos en la teoría analítica de números a menudo son refinamientos de técnicas existentes, que reducen los términos de error y amplían su aplicabilidad. Por ejemplo, el método del círculo de Hardy y Littlewood que fue desarrollado para aplicarlo a una serie de potencias cerca del círculo unitario en el plano complejo; actualmente se concibe como función de sumas exponenciales finitas (dentro del círculo unitario, pero con las series de potencias truncadas). Las necesidades de la aproximación diofantina de funciones auxiliares que no son funciones generatrices – sus coeficientes son obtenidos utilizando el Principio del palomar (o de Dirichlet)– y comprende a varias variables complejas.
Los campos de la aproximación diofantina y la teoría trascendente se han extendido, al punto que las técnicas se han aplicado a la conjetura de Mordell.
El mayor cambio a nivel técnico posterior a 1950 ha sido el desarrollo de los métodos de cribado como herramienta, particularmente útil en problemas multiplicativos. Estos son de naturaleza combinatoria, y sumamente variados. La rama extrema de la teoría combinatoria ha sido a su vez muy influida por el valor dado a la teoría analítica de números para establecer cotas superiores e inferiores. Otro desarrollo reciente es la teoría probabilística de números, que utiliza herramientas de la teoría de la probabilidad para estimar la distribución de funciones teóricas de números, tales como cuántos divisores primos posee un número.
Uno de los desarrollos recientes en este campo es la demostración de Green y Tao sobre la existencia de progresiones aritméticas arbitrariamente largas en los primos.

## Problemas y resultados en la teoría analítica de números

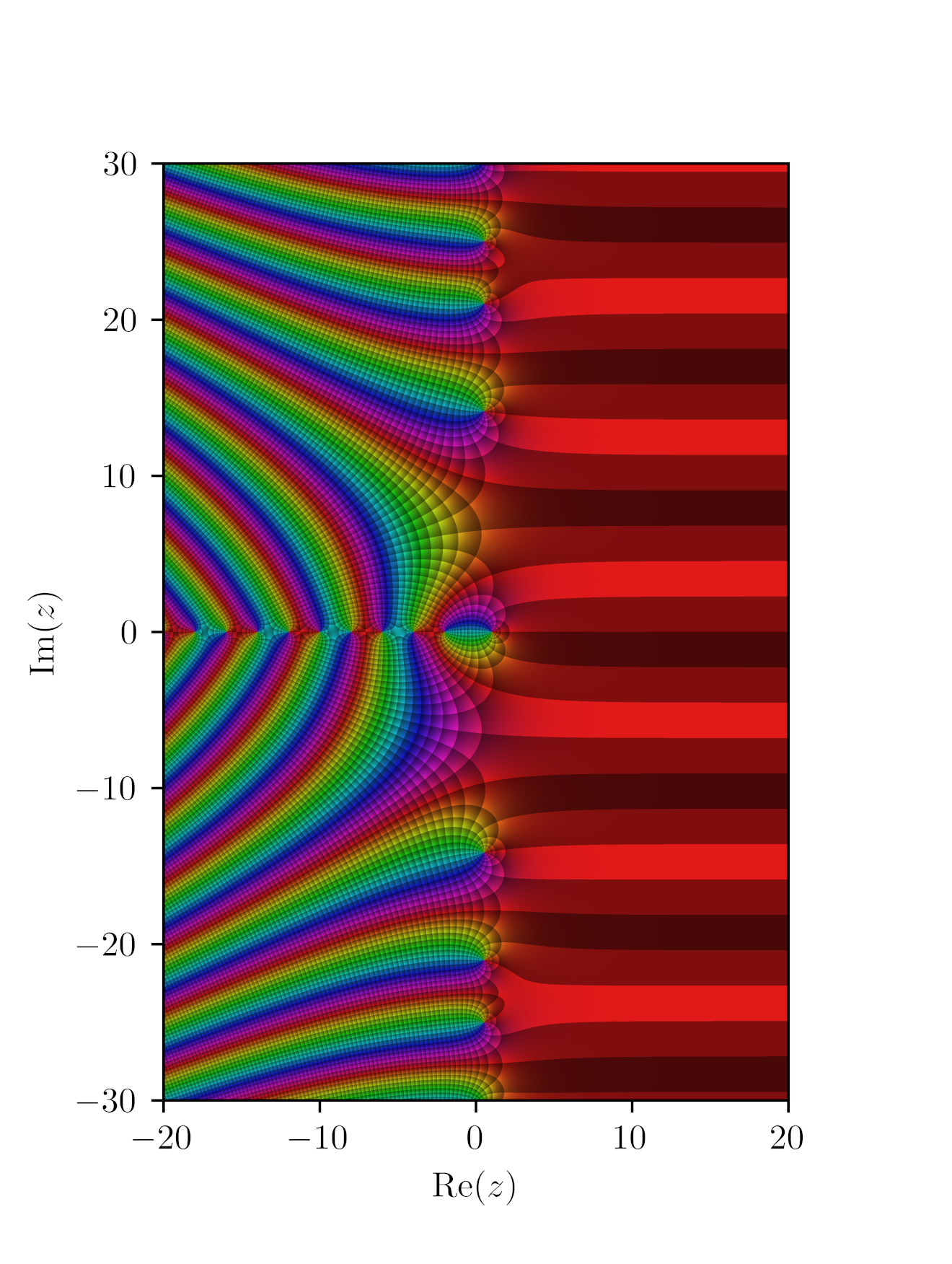
The Rieman Zeta Function ζ(s) represented in a rectangular region of the complex plane. It is generated as a matplotlib plot using a version of the Domain coloring method [1

Los teoremas y resultados más importantes de la teoría analítica de números no suelen ser resultados estructurales exactos sobre los enteros, para los cuales las herramientas algebraicas y geométricas son más apropiadas. En cambio, los mismos son sumamente buenos para proveer cotas aproximadas y estimados de varias funciones de teoría de números, tal como se ilustra en los siguientes ejemplos.

### Teoría multiplicativa de números
El Teorema de los números primos es probablemente uno de los resultados más famosos e interesantes de la teoría analítica de números. Euclides demostró que existe un número infinito de primos, pero resulta muy difícil encontrar un método eficiente para determinar si un número es primo o no, especialmente en el caso de números primos muy grandes. Un problema relacionado aunque más simple es determinar la distribución asintótica de los números primos; o sea, una descripción gruesa de cuantos primos es de esperar existan menores que un cierto número. Gauss, luego de identificar una larga lista de primos, conjeturó que el número de primos menores o iguales que un número N grande es muy próximo al valor de la siguiente integral

{\displaystyle \,\int _{2}^{N}{\frac {1}{\log(t)}}\,dt.}

En 1859 Bernhard Riemann utilizó análisis complejo y una función especial meromorfa actualmente conocida como función zeta de Riemann para obtener una expresión analítica para los números primos menores o iguales que un número real x. En forma notable, el término principal de la fórmula de Riemann era exactamente la integral indicada previamente, lo cual contribuyó a aumentar la sospecha sobre la validez de la conjetura de Gauss. Riemann descubrió que los términos de error en esta expresión y, por lo tanto la forma en que los primos se encuentran distribuidos, están estrechamente relacionados con los ceros complejos de la función zeta. Utilizando las ideas de Riemann y obteniendo información adicional sobre los ceros de la función zeta, Jacques Hadamard y Charles Jean de la Vallée-Poussin tuvieron éxito en completar la demostración de la conjetura de Gauss. En particular, ellos demostraron que si π(x) = { número de primos ≤ x } entonces

{\displaystyle \lim _{x\to \infty }{\frac {\pi (x)}{x/\log x}}=1.}

Este resultado notable es lo que actualmente se conoce como el Teorema de los números primos. En términos simples, el mismo establece que dado un número N grande, el número de primos menores o iguales a N es aproximadamente N/log(N).
De una manera más general, se puede formular la misma pregunta sobre la cantidad de números primos en cualquier progresión aritmética a+nq para cualquier entero n. En la que fue una de las primeras aplicaciones de las técnicas analíticas a la teoría de números, Dirichlet demostró que toda progresión aritmética con a y q coprimos contiene un número infinito de primos. El teorema de los números primos puede generalizarse para este problema; si π(x,a,q) = { número de primos ≤ x tal que p se encuentra en la progresión aritmética a+nq}, entonces si a y q son coprimos,

{\displaystyle \lim _{x\to \infty }{\frac {\pi (x,a,q)\phi (q)}{x/\log x}}=1.}

También existe una gran cantidad de conjeturas complejas y amplias en la teoría de números cuyas demostraciones parecerían ser demasiado difíciles para las técnicas disponibles actualmente, tal como la conjetura de los primos gemelos que se pregunta si existe un número infinito de primos p tales que p + 2 es primo. Suponiendo la validez de la conjetura de Elliott-Halberstam recientemente se ha demostrado (por Daniel Goldston, János Pintz, Cem Yıldırım) que existe un número infinito de primos p tales que p + k es primo para un número par positivo k menor que 16.

### Teoría aditiva de números
Uno de los problemas más importantes en la teoría aditiva de números es el problema de Waring, que pregunta si es posible, para cualquier k ≥ 2, escribir cualquier número entero positivo como la suma de un número acotado de las potencias kiésimas,

{\displaystyle n=x_{1}^{k}+\cdots +x_{\ell }^{k}.\,}

El caso de los cuadrados, k = 2, lo resolvió Lagrange en 1770, que demostró que todo número entero positivo es la suma de a lo sumo cuatro cuadrados. El caso general lo demostró Hilbert en 1909, utilizando técnicas algebraicas que no brindaron cotas explícitas. Un avance muy importante fue el uso de técnicas analíticas para atacar el problema que desarrollaron Hardy y Littlewood. Estas técnicas son el denominado método del círculo, y da cotas superiores explícitas de la función G(k), el menor número de potencias késimas necesarias, tal como la cota de Vinogradov
{\displaystyle G(k)\leq k(3\log k+11).\,}

### Problemas diofantinos
Los problemas diofantinos tratan sobre las soluciones enteras a ecuaciones polinómicas, y especialmente cuantas soluciones es esperable encontrar dentro de un cierto intervalo.
Uno de los ejemplos más importantes es el problema del círculo de Gauss, que busca puntos enteros del tipo (x y) que satisfacen

{\displaystyle x^{2}+y^{2}\leq r^{2}.}

En términos geométricos, dado un círculo centrado en el origen en el plano de radio r, el problema se pregunta cuantos puntos de una retícula cuyos vértices sean números enteros se encuentran sobre o dentro del círculo. No es difícil demostrar que la respuesta es {\displaystyle \,\pi r^{2}+E(r)\,}, donde {\displaystyle \,E(r)/r^{2}\,\to 0\,} cuando {\displaystyle \,r\to \infty \,}. Nuevamente, la parte difícil y el gran logro de la teoría analítica de números es obtener cotas superiores específicas del término error E(r).
Gauss demostró que {\displaystyle E(r)=O(r)}. En general, un término error del tipo O(r) es posible con el círculo unitario (o, más apropiadamente, el disco unitario cerrado) reemplazado por los dilates de cualquier región plana acotada con una frontera suave de a trozos. Más aún, si se reemplaza el círculo unitario por el cuadrado unitario, el término error del problema general puede ser tan grande como una función lineal de  r. Por lo tanto una cota del error del tipo {\displaystyle O(r^{\delta })}
para algún {\displaystyle \delta <1} en el caso del círculo es una mejora considerable. Sierpiński en 1906 fue el primero que llegó a este resultado, y demostró que {\displaystyle E(r)=O(r^{2/3})}. En 1915, Hardy y Landau demostraron (cada uno en forma independiente) que no se tiene {\displaystyle E(r)=O(r^{1/2})}. Desde entonces el objetivo ha sido demostrar que para cada {\displaystyle \epsilon >0} fijo existe un número real {\displaystyle C(\epsilon )} tal que {\displaystyle E(r)\leq C(\epsilon )r^{1/2+\epsilon }}.
En el 2000 Huxley demostró que {\displaystyle E(r)=O(r^{131/208})}, el cual es el mejor resultado que haya sido publicado.

## Métodos de la teoría analítica de números

### Series de Dirichlet
Una de las herramientas más poderosas de la teoría multiplicativa de números son las series de Dirichlet, que son funciones de una variable compleja definidas por una serie infinita:

{\displaystyle f(s)=\sum _{n=1}^{\infty }a_{n}n^{-s}.}

Dependiendo del valor de los coeficientes {\displaystyle a_{n}}, esta serie puede converger en todo el dominio, en ningún punto, o en una porción del plano. En muchos casos, aun cuando la serie no converge en ningún punto, la función holomórfica que define puede ser extendida analíticamente a una función meromórfica en todo el plano complejo. La utilidad de funciones como esta en los problemas multiplicativos se puede comprender a partir de la siguiente identidad formal

{\displaystyle \left(\sum _{n=1}^{\infty }a_{n}n^{-s}\right)\left(\sum _{n=1}^{\infty }b_{n}n^{-s}\right)=\sum _{n=1}^{\infty }\left(\sum _{k\ell =n}a_{k}b_{\ell }\right)n^{-s};}

por lo tanto, los coeficientes del producto de dos series de Dirichlet series con convoluciones multiplicativas de los coeficientes originales.
Más aún, se pueden utilizar técnicas tales como las sumas parciales y los teoremas tauberianos para obtener información sobre los coeficientes a partir de información analítica sobre las series de Dirichlet. Por lo tanto un método usual para estimar una función multiplicativa es expresarla como una serie de Dirichlet (o un producto de series de Dirichlet más simples utilizando identidades de convolución), examinar esta serie como una función compleja y luego convertir esta información analítica en información sobre la función original.

### La función zeta de Riemann

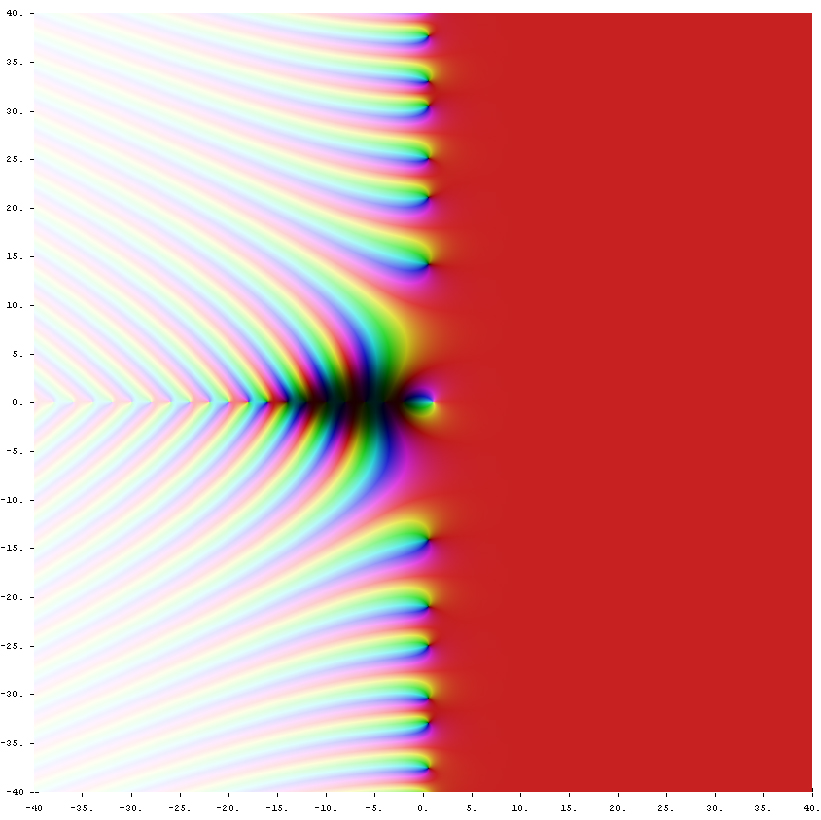
Representación de la función zeta de Riemann ζ(s) en el plano complejo. El color en cada punto s representa el valor de ζ(s): los colores fuertes significan valores próximos a cero. El sector blanco para s = 1 es el polo de la función zeta; los puntos negros en la parte negativa del eje real y sobre la línea crítica Re(s) = 1/2 son sus ceros. Los valores positivos reales son mostrados en color rojo.

Euler descubrió que
{\displaystyle \sum _{n=1}^{\infty }{\frac {1}{n^{s}}}=\prod _{p}^{\infty }{\frac {1}{1-p^{-s}}}{\text{ con }}s>1\,\,\ \,}
donde p es un número primo.
La demostración de Euler de la infinidad de números primos hace uso de la divergencia del término en el lazo izquierdo para s = 1 (la llamada serie armónica), un resultado puramente analítico. Euler también fue el primero en usar argumentos analíticos con el propósito de estudiar las propiedades de los enteros, específicamente construyendo series de potencias generadoras. Este fue el comienzo de la teoría de los números analíticos.
Riemann analizó esta función para valores complejos de s y mostró que esta función puede ser extendida a una función meromórfica en todo el plano con un polo simple en s = 1. Esta función es denominada la función Zeta de Riemann y se la representa como ζ(s). Existe abundante literatura sobre esta función y la función es un caso especial de las funciones L de Dirichlet. El libro de Edwards, The Riemann Zeta Function es una buena fuente para estudiar la función ya que Edwards analiza en detalle el escrito original de Riemann y utiliza técnicas básicas de primero y segundo año de la universidad. Una comprensión básica del análisis complejo y análisis de Fourier es preciso para esta lectura.
Los estudiosos teóricos de la teoría de los números a menudo se interesan en conocer el error de las aproximaciones talaes como el teorema del número primo. En este caso, el error es menor que x/log x. La fórmula de Riemann para π(x) muestra que el término error en esta aproximación puede ser expresado en función de los ceros de la función zeta. En su trabajo fechado en 1859, Riemann hizo la conjetura que todos los ceros "no-triviales" de ζ se encuentran ubicados sobre la línea {\displaystyle \,\Re (s)=1/2\,} pero nunca presentó una demostración de esta aseveración. Esta famosa y perdurable conjetura se la conoce por el nombre de la Hipótesis de Riemann y tiene numerosas implicancias de fuste en la teoría de los números; en efecto, numerosos teoremas de relevancia han sido demostrados considerando el caso que la hipótesis fuera verdadera. Por ejemplo de acuerdo con la Hipótesis de Riemann, el término error en el teorema del número primo es {\displaystyle O(x^{1/2+\varepsilon })}.